# Gissi
Gissi község (comune) Olaszország Abruzzo régiójában, Chieti megyében.

## Fekvése
A település a Sinello folyó völgyében fekszik. Határai: Atessa, Carpineto Sinello, Casalanguida, Furci, Monteodorisio, San Buono és Scerni.

## Története
Noha területét már az őskorban lakták, első írásos említése a 12. századból származik, amikor a D’Avalos nemesi család feuduma volt. A következő századokban nemesi birtok volt. Önállóságát a 19. század elején nyerte el, amikor a Nápolyi Királyságban felszámolták a feudalizmust.

## Népessége
A népesség számának alakulása:

## Főbb látnivalói
- a 19. században épült Palazzo Carunchio, amely napjainkban a közigazgatási hivataloknak ad helyet
- a középkori Castello romjai
- a 16. századi Santa Maria Assunta-templom
- a Santa Lucia-kápolna